# 南美林貓
南美林猫（学名：Leopardus guigna） 是美洲最小的猫科动物，只生活在智利和阿根廷两国。关于这一物种的信息目前还知之甚少。
南美林猫通常体重为2.2公斤，体长39-51厘米。体毛为黄褐色或红褐色，有深色斑点，通体黑色的变种也很多见。
南美林猫栖息在雨林、落叶林、灌木及针叶林中，主要以小型啮齿类和鸟类为食。
目前共发现两个亚种，即： L. g. guigna和L. g. trigillo。
南美林猫的妊娠期为72-78天，每胎1-3仔，平均寿命大约为11年。